# Бест, Чарлз Герберт
Чарлз Герберт Бест (англ. Charles Herbert Best; 27 февраля 1899, Уэст-Пембрук, Мэн, США — 31 марта 1978, Торонто, Канада) — канадский врач и физиолог.
Член Лондонского королевского общества (1938), иностранный член Национальной академии наук США (1950).

## Биография
Родился Чарлз Бест 27 февраля 1899 года в Уэст-Пембруке. Вскоре после рождения покинул США и переехал в Канаду, в город Торонто и посвятил этому городу всю оставшуюся жизнь. В 1916 году в возрасте 17 лет поступил в университет в Торонто, который окончил в 1921 году, но одного диплома было мало, тогда он в 1921 году защитил степень бакалавра, в 1922 году — магистра, а в 1925 году — доктора медицины. Будучи студентом Торонтского университета, с 1920 по 1921 год работал на кафедре физиологии, в 1929 году стал заведующим этой кафедры и профессором Торонтского университета и проработал вплоть до 1941 года. В 1923 году совместно с Ф. Г. Бантингом при Торонтском университете создаёт институт, названный именами двух биологов, в котором с 1923 по 1941 год занимал должность доцента кафедры медицинских исследований, а с 1941 по 1978 год — должность директора отдела медицинских исследований. Во время Второй Мировой войны возглавлял хирургическую службу Королевского Канадского добровольческого морского резерва и Отдел медицинских исследований Королевского Канадского флота.
Одиннадцать раз номинировался на Нобелевскую премию по физиологии и медицине в период с 1950 г. по 1953 г.
Скончался Чарлз Бест 31 марта 1978 года в Торонто.

## Научные работы
Основные научные работы посвящены вопросам обмена веществ и физиологии гормонов. Своими научными работами внёс вклад в развитие физиологических основ медицины.
- 1922 — совместно с Дж. Мак-Леодом и Ф. Г. Бантингом выполнил работы по получению гормона поджелудочной железы — инсулина и разработал метод лечения сахарного диабета этим гормоном.

## Сочинения
- Бантинг Ф. Г., Бест Ч. Г. Внутренние секреты поджелудочной железы, 1922.
- Бест Ч. Г. Жизнь организма, 1938.
- Бантинг Ф. Г., Бест Ч. Г. Физиологические основы медицины, 1939.

## Награды и признание
- 1950 — Медаль Флавеля[англ.]
- 1967 — Компаньон Ордена Канады
- 1971 — Орден Кавалеров Почёта
- 1971 — Международная премия Гайрднера
- 1977 — Медаль Серебряного юбилея королевы Елизаветы II
- 1994 — Введён в Канадский зал медицинской славы[англ.][3]
- 2004 — Введён в Национальный зал славы изобретателей США
- Командор Ордена Британской империи
- Золотая медаль Старра
- Медаль Бэйли

## Членство в обществах
- 1941—78 — Почётный член Чикагского университета
- 1953—78 — Президент Международного союза физиологических наук[англ.].
- 1961—78 — Член Королевской шведской академии.
- Почётный член ещё 17 университетов и многих других научных обществ.